# داوود شراره
داوود شراره یا داوود شراره‌ها نام مستعار خواننده‌ای است که ترانه‌های آلبوم شراره‌های آفتاب را خوانده است. ادّعا شده که نام واقعی وی داوود اردلان است. گفته می‌شود که وی زندانی سیاسی رژیم پهلوی و عضو سازمان چریک‌های فدایی خلق ایران بوده و به‌دلیل ناشناخته بودن، به نام داوود شراره‌ها شناخته می‌شود.

## هویت داوود شراره‌ها
بیژن باران از اعضای سازمان چریک‌های فدایی خلق ایران نام وی را داوود اردلان دانسته و اشاره کرده که او زندانی سیاسی دوران محمدرضاشاه پهلوی بوده که در سال ۱۳۵۲ به‌خاطر رابطه با سازمان چریک‌های فدایی خلق ایران در زندان بوده است. داوود شراره دانشجوی مهندسی شیمی دانشگاه صنعتی آریامهر (شریف) بوده و در سال ۱۳۵۳ با عباس سماکار هم‌بند بوده است. او پس از آزادی از زندان در سال ۱۳۵۶ به لندن رفته و با جریان موسوم به «هنر و ادبیات بالنده» به همکاری پرداخته است.
داوود شراره‌ها در آذر ۱۳۵۷ در واشینگتن با همکاری کنفدراسیون دانشجویان ایرانی-هوادار سازمان چریک‌های فدایی خلق ایران سرودهای آلبوم شراره‌های آفتاب را خواند. این آلبوم به آهنگسازی مهرداد بران به صورت نوار کاست وارد ایران شد و در مدّت کوتاهی ۲٫۲ میلیون نسخه از آن توسط سازمان چریک‌های فدایی خلق ایران تکثیر و در سراسر ایران توزیع شد. همچنین سرودهای آن به صورت پی در پی از رادیو انقلاب که مدّت کوتاهی در دست چریک‌های فدایی بود، پخش می‌شد و علاوه‌بر آن هواداران سازمان و دوستداران آلبوم نیز آن را کپی و دست به دست می‌کردند. اشعار این سرودها عمدتاً توسط سعید سلطان‌پور در زندان محمدرضاشاه پهلوی سروده شده است. در برخی از ترانه‌ها گروه کُر دانشجویان دانشگاه واشینگتن صدای وی را همراهی می‌کنند.